# Chorzenice (Silésie)
Pour les articles homonymes, voir Chorzenice.
Chorzenice (prononciation : [ xɔʐɛˈnit͡sɛ]) est une localité polonaise de la gmina de Kłomnice, située dans le powiat de Częstochowa en voïvodie de Silésie.